# 安娜·哈塞尔博里
安娜·哈塞尔博里（瑞典語：Anna Hasselborg，1989年5月5日—），瑞典女子冰壶运动员。她曾代表瑞典获得2018年冬季奥运会女子冰壶比赛金牌。她的父亲Mikael、叔父Stefan、哥哥Marcus和堂姐Maria也都从事冰壶运动。